# Mysteriespel

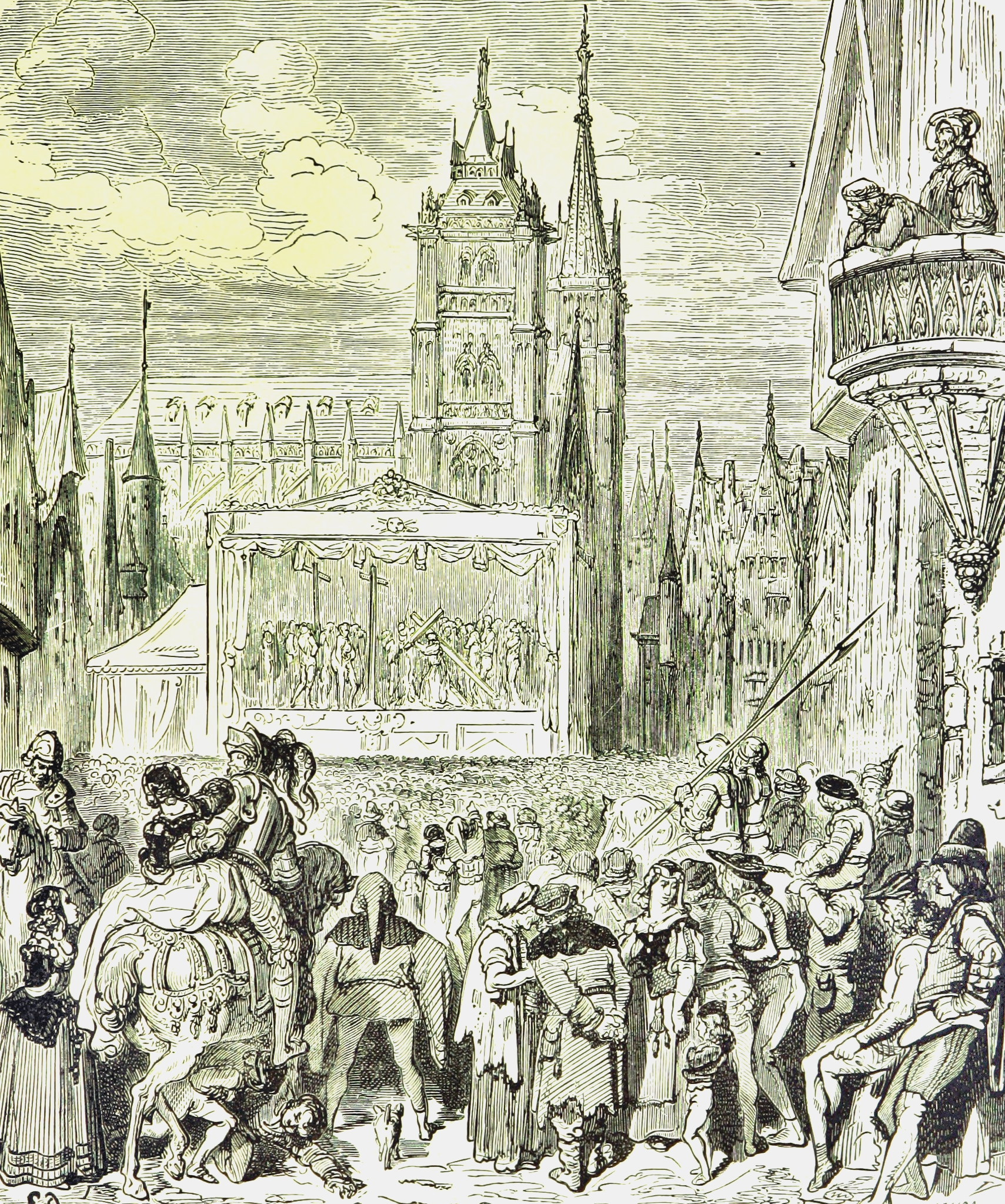
Mysteriespel, Vlaanderen, 15de eeuw

Het mysteriespel is een vorm van middeleeuws toneel. Het behoort tot de vroegste vormen in Europa.
Het spel ontstond in de kerk uit een vorm van aanschouwelijk onderwijs. Geestelijken verbeeldden daarbij een gebeurtenis uit de Bijbel via dialoog en beurtzang. Gaandeweg ontwikkelde dit zich tot een meer uitgebreide voorstelling. De aanduiding 'mysteriespel' ontstond pas halverwege de 15e eeuw en is mogelijk ontstaan uit een verwarring tussen de Latijnse begrippen 'ministerium' en 'mysterium'.
Naarmate deze liturgische spelen aan populariteit wonnen, werden volkse elementen toegevoegd en werd ook de volkstaal gebruikt. Toen ook niet-geestelijken deel gingen nemen, werden de stukken steeds meer seculier. In de loop van de 13e en 14e eeuw vonden de opvoeringen steeds vaker plaats buiten de kerk, met name in de vorm van wagenspelen.
Het mysteriespel ontwikkelde zich tot een serie spelen waarin alle belangrijke Bijbelse verhalen aan de orde kwamen, van de schepping tot de dag des oordeels. De middeleeuwse gilden namen de opvoering van de voorstellingen over, waarbij elke gilde verantwoordelijk was voor een bepaald onderdeel van de Bijbelverhalen. Er ontstonden cycli van spelen die ook bekendstaan onder de naam mirakelspelen, omdat zij ook heiligenlevens uitbeeldden.
Aan het eind van de 15e eeuw was de traditie van het spelen van de cycli op hoogtijdagen over heel Europa verspreid.
Het uitvoeren van een complete cyclus kon wel 20 uur in beslag nemen, en werd daarom over een aantal dagen gespreid.
Uit het mysteriespel stamt het décor simultané dat ook in het barokke theater en vroeg ballet de norm was.

## Het mysteriespel in de 19e en 20e eeuw
In 1895 en 1898 werd in Den Haag door kunstenaarsvereniging De Haagsche Kunstkring tweemaal een mysteriespel opgevoerd. Het ging om "De sprook van den zanger" van Antoon Molenboer en om Mincelijn. Een iets later geschreven spel van Louis Couperus dat de titel Imperia kreeg, werd nooit opgevoerd.